# موشغ ششم مامیکونیان
موشغ ششم مامیکونیان (ارمنی: Մուշեղ Զ Մամիկոնյան؛ – درگذشته ۲۵ آوریل ۷۷۵) نجیب‌زاده ارمنی از دودمان مامیکونیان که در بین سال‌های ۷۴۸ تا ۷۵۳ شاهزاده‌نشین ارمنستان تحت استیلای اعراب را رهبری نمود. دیرتر در شورش ارمنیان بر ضد خلافت عباسیان شرکت نمود و در نبرد باگرواند کشته شد..

## زندگی نامه
موشغ ششم به عنوان یک عضو از دودمان مامیکونیان شناخته می‌شود، یکی از خانواده‌های مهم و با نفوذ در تاریخ ارمنستان. تاریخ دقیق تولد او مشخص نیست، اما نوشته‌ها حاکی از آن است که او در یک دوران بحرانی برای ارمنستان و در زمانی که منطقه تحت نفوذ اعراب قرار داشت، متولد شده است.

## رهبری در دوران تحت استیلای اعراب
در سال‌های ۷۴۸ تا ۷۵۳، موشغ ششم به عنوان یکی از رهبران ارمنی‌ها در شاهزاده‌نشین ارمنستان ظهور کرد. در این دوره، ارمنستان در شرایط سختی قرار داشت و تحت کنترل اعراب بود. او با استفاده از نفوذ خود و حمایت از مردم، تلاش کرد تا استقلال و هویت فرهنگی ارمنستان را حفظ کند.

## شورش علیه خلافت عباسیان
موشغ ششم در شورش ارمنیان علیه خلافت عباسیان نقش فعالی ایفا کرد. این شورش به مدت طولانی در تاریخ ارمنستان ثبت شده است و نمایانگر تلاش‌های مردم ارمنستان برای بازیابی استقلال و آزادی خود از سلطه خارجی است.

## نبرد باگرواند
موشغ ششم در نبرد باگرواند در سال ۷۷۵ در برابر نیروهای عباسی قرار گرفت. متأسفانه، او در این نبرد جان خود را از دست داد، اما میراث او در تاریخ ارمنستان باقی مانده است. او به عنوان یک قهرمان ملی شناخته می‌شود.